# USS O’Brien (DD-51)
USS O’Brien (DD-51) – amerykański niszczyciel typu O’Brien z okresu I wojny światowej. Drugi okręt w historii United States Navy noszący imię sześciu braci O’Brien, marynarzy służących na pokładzie slupa „Unity” podczas wojny o niepodległość Stanów Zjednoczonych.

## Projekt i budowa
Budowa pierwszego okrętu typu O'Brian rozpoczęła się 8 września 1913 roku w stoczni William Cramp and Sons Ship and Engine Building Company w Filadelfii. Wodowanie nastąpiło 20 lipca 1914 roku, wejście do służby 22 maja 1915 roku .

## Służba

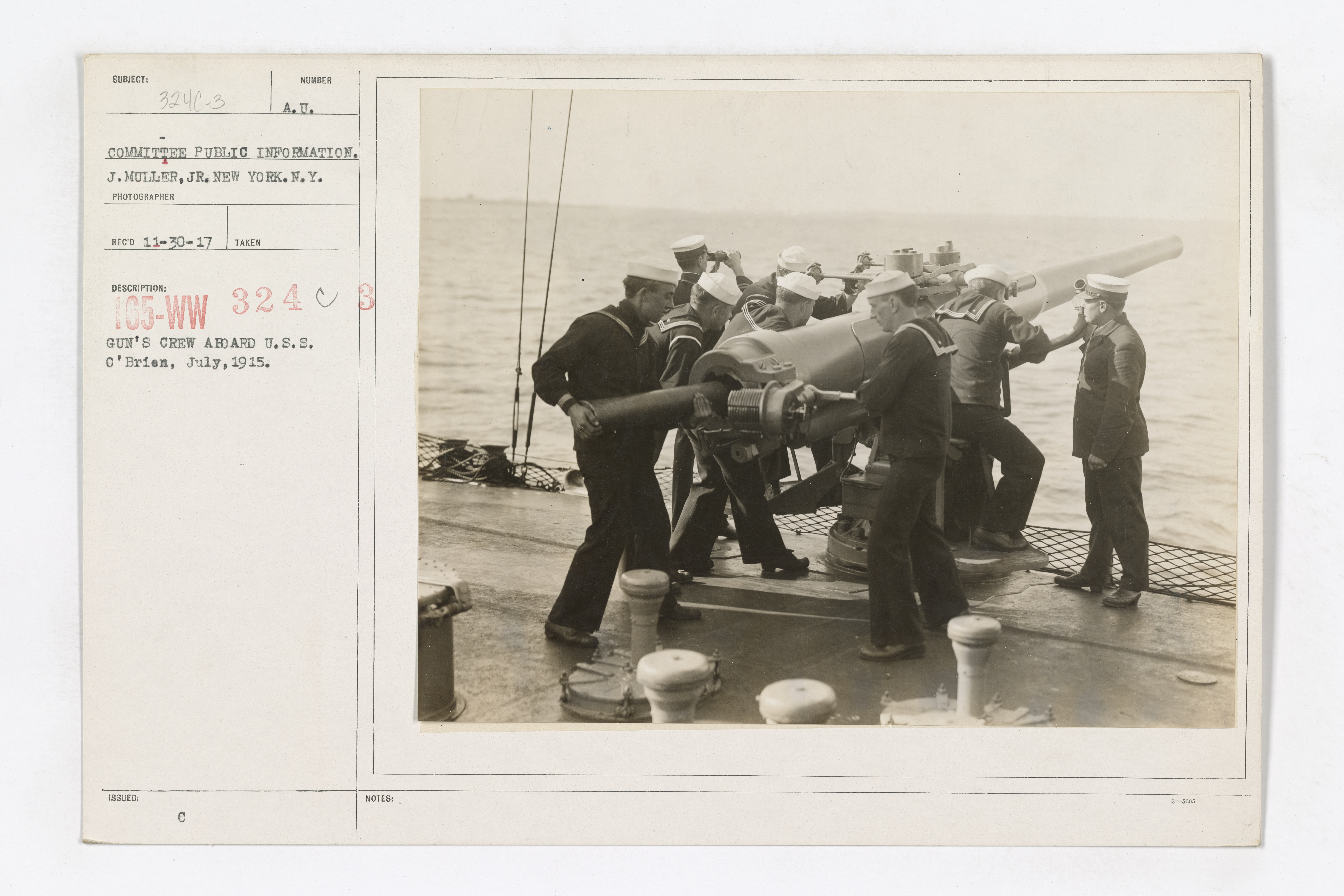
Strzelania z działa 102 mm USS „O’Brien”, lipiec 1915

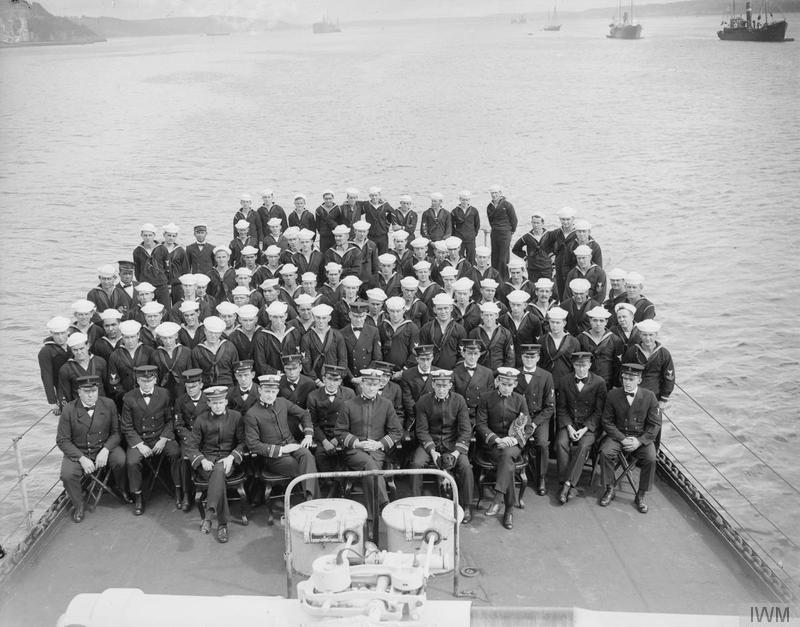
Załoga USS „O’Brien” podczas I wojny światowej

Bezpośrednio po wejściu do służby okręt przebywał w rejonie wschodniego wybrzeża Stanów Zjednoczonych. 15 listopada podczas ćwiczeń na morzu doszło do kolizji pomiędzy USS „O’Brien” a niszczycielem USS „Drayton”, w wyniku czego ten drugi utracił część masztu wraz z antenami radiowymi . W grudniu 1915 okręt został przydzielony do 5 Grupy Niszczycieli, Flotylli Torpedowej Floty Atlantyku .

### I wojna światowa
8 października 1916 roku „O’Brien” wraz z grupą niszczycieli w okolicach wyspy Nantucket, uczestniczył w akcji ratowania rozbitków ze statków handlowych zatopionych przez niemiecki okręt podwodny U-53. W lutym 1917 roku podczas dorocznych ćwiczeń artyleryjskich u wybrzeży Kuby, obsługa jednego z dział 102 mm niszczyciela, na osiem oddanych strzałów, trafiła osiem razy w cel oddalony o 4600 m. Na osiągnięcie to zwrócono uwagę w wydawanym w Bostonie tygodniku The Independent .
Po wypowiedzeniu wojny Niemcom przez Stany Zjednoczone w kwietniu 1917, „O’Brien” wraz z pięcioma innymi niszczycielami wszedł w skład 6 Grupy Niszczycieli, która przebazowała się do irlandzkiego portu Queenstown. Do końca wojny niszczyciel uczestniczył w misjach eskortowych, ZOP, a także ratowaniu rozbitków z zatopionych jednostek. 15 lipca 1918 roku w porcie Brest został staranowany przez holownik i w celu dokonania napraw był zmuszony zacumować przy burcie okrętu warsztatowego USS „Prometheus” .
Okręt został wycofany ze służby 9 czerwca 1922 roku. Skreślenie z rejestru floty nastąpiło 8 marca 1935 roku, przekazanie na złom 23 kwietnia 1935 roku .